# Lijst van voetbalinterlands Somalië - Zambia
Deze lijst van voetbalinterlands is een overzicht van alle officiële voetbalwedstrijden tussen de nationale teams van Somalië en Zambia. De landen hebben tot op heden vijf keer tegen elkaar gespeeld. De eerste ontmoeting, een groepswedstrijd tijdens de CECAFA Cup 1973, vond plaats op 24 september 1973 in Kampala (Oeganda). Het laatste duel, een groepswedstrijd tijdens de CECAFA Cup 2013, werd gespeeld in Nakuru (Kenia) op 4 december 2013.

## Wedstrijden
| № | Plaats        | Datum             | Competitie      | Wedstrijd        | Uitslag |
| - | ------------- | ----------------- | --------------- | ---------------- | ------- |
| 1 | Kampala       | 24 september 1973 | CECAFA Cup 1973 | Zambia − Somalië | 6 − 1   |
| 2 | Zanzibar      | 8 november 1976   | CECAFA Cup 1976 | Zambia − Somalië | 4 − 2   |
| 3 | Lilongwe      | 9 november 1978   | CECAFA Cup 1978 | Zambia − Somalië | 4 − 0   |
| 4 | Dar es Salaam | 3 december 2010   | CECAFA Cup 2010 | Zambia − Somalië | 6 − 0   |
| 5 | Nakuru        | 4 december 2013   | CECAFA Cup 2013 | Somalië − Zambia | 0 − 4   |

## Samenvatting
| Competitie | Totaal gespeeld | Winst Somalië | Gelijk | Winst Zambia | Doelsaldo Somalië – Zambia |
| ---------- | --------------- | ------------- | ------ | ------------ | -------------------------- |
| CECAFA Cup | 5               | 0             | 0      | 5            | 3 − 24                     |
| Totaal     | 5               | 0             | 0      | 5            | 3 − 24                     |

SFF · A-internationals
1970-1979 ·
1980-1989 ·
1990-1999 ·
2000-2009 ·
2010-2019 ·
2020-2029
1972 ·
1973 · 
1974 · 
1975 · 
1976 · 
1977 · 
1978 · 
1979 ·
1980 · 
1981 ·
1982 · 
1983 · 
1984 · 
1985 · 
1986 · 
1987 ·
1988 ·
1989 ·
1990 ·
1991 ·
1992 ·
1993 ·
1994 · 
1995 · 
1996 ·
1997 ·
1998 ·
1999 · 
2000 · 
2001 · 
2002 · 
2003 · 
2004 · 
2005 · 
2006 · 
2007 · 
2008 · 
2009 · 
2010 · 
2011 · 
2012 ·
2013 ·
2014 ·
2015 ·
2016 ·
2017 ·
2018 ·
2019 ·
2020 ·
2021 ·
2022 ·
2023
Algerije ·
Botswana ·
Burundi ·
China ·
Djibouti ·
Egypte ·
Eritrea ·
Ethiopië ·
Ghana ·
Guinee ·
Kameroen ·
Kenia ·
Libanon ·
Malawi ·
Marokko ·
Mauritanië ·
Mozambique ·
Niger ·
Oeganda ·
Oman ·
Rwanda ·
Sierra Leone ·
Soedan ·
Swaziland ·
Tanzania ·
Tunesië ·
Zambia ·
Zimbabwe ·
Zuid-Soedan
FAZ · 
A-internationals · 
Selecties · 
Statistieken · 
Zambiaans vrouwenelftal · 
Olympisch elftal · 
Zambia U21 · 
Zambia U20 · 
Zambia U18 · 
Zambia U17
1964 – 1979 ·
1980 – 1989 ·
1990 – 1999 ·
2000 – 2009 ·
2010 – 2019 ·
2020 − 2029
1964 ·
1965 ·
1966 ·
1967 ·
1968 ·
1969 ·
1970 ·
1971 ·
1972 ·
1973 ·
1974 ·
1975 ·
1976 ·
1977 ·
1978 ·
1979 ·
1980 ·
1981 ·
1982 ·
1983 ·
1984 ·
1985 ·
1986 ·
1987 ·
1988 ·
1989 ·
1990 ·
1991 ·
1992 ·
1993 ·
1994 ·
1995 ·
1996 ·
1997 ·
1998 ·
1999 ·
2000 ·
2001 ·
2002 ·
2003 ·
2004 ·
2005 ·
2006 ·
2007 ·
2008 ·
2009 ·
2010 ·
2011 ·
2012 ·
2013 ·
2014 ·
2015 ·
2016 ·
2017 ·
2018 ·
2019 ·
2020 ·
2021 ·
2022
Algerije · 
Angola ·
België ·
Benin ·
Botswana ·
Brazilië ·
Burkina Faso ·
Burundi ·
Chili ·
China ·
Comoren ·
Congo-Brazzaville ·
Congo-Kinshasa ·
Djibouti ·
Ecuador ·
Egypte ·
Equatoriaal-Guinea ·
Ethiopië ·
Gabon ·
Gambia ·
Ghana ·
Guinee ·
Guinee-Bissau ·
Honduras ·
India ·
Irak ·
Iran ·
Israël ·
Ivoorkust ·
Jamaica ·
Japan ·
Jemen ·
Jordanië ·
Kaapverdië ·
Kameroen ·
Kenia ·
Koeweit ·
Lesotho ·
Liberia ·
Libië ·
Madagaskar ·
Malawi ·
Mali ·
Marokko ·
Mauritanië ·
Mauritius ·
Mozambique ·
Namibië ·
Niger ·
Nigeria ·
Noord-Korea ·
Oeganda ·
Oman ·
Rwanda ·
Saoedi-Arabië ·
Senegal ·
Seychellen ·
Sierra Leone ·
Soedan ·
Somalië ·
Swaziland ·
Tanzania ·
Togo ·
Tsjaad ·
Tunesië ·
Zimbabwe ·
Zuid-Afrika ·
Zuid-Korea
Ivoorkust (2012)